# Hubert De Sy
Hubert De Sy (1921 - Halle, 6 maart 2010) is een Vlaams hekelschrijver die zichzelf een primaire flamingant noemt. Na zijn beroepsloopbaan vestigde hij zich eerst lange tijd in Jávea (Spanje). Hij woonde in Strijtem (gemeente Roosdaal), in het Pajottenland en is overleden in Halle.

## Levensloop
- opleiding als regent Nederlands, geschiedenis en Frans
- 1946 - 1960: werkzaam in Belgisch-Congo:
  - 1946 - 1957: gewestbeambte
  - 1957 - 1960: hoofd van de Informatiedienst en kabinetsattaché voor Informatie van de gouverneur van de provincie Kivu[2]
- 1961 - 1968: directeur van het Belgisch Instituut voor Industriële Vormgeving
- 1969 - 1970: directeur Eurocard voor de Benelux
- 1971 - 1972: directeur van de Vlaamse Elsevier
- 1972 - 1984: verantwoordelijke voor de relaties met bedrijven bij het Vlaams Economisch Verbond
- gepensioneerd
- auteur van het boek "Het belgicistisch regime en de Vlaamse maar versnipperde Beweging"
- levert bijdragen aan Vlaamsgezinde tijdschriften

## Bibliografische gegevens
- (fr)  Lettre ouverte aux "Flamandophobes", pamphlet, 1997.[3]
- Het belgicistisch regime en de Vlaamse maar versnipperde beweging. Uitg. in eigen beheer, 2002, verdeling door Roulartabooks, Roeselare, pp. 310[4]
- Vlaams nationalisme en beschaving: Open brief aan politiek correct Vlaanderen, [Strijtem-Roosdaal: H. de Sy], 2003. z.p., 30 cm.